# Ernst Wilhelm Bohle

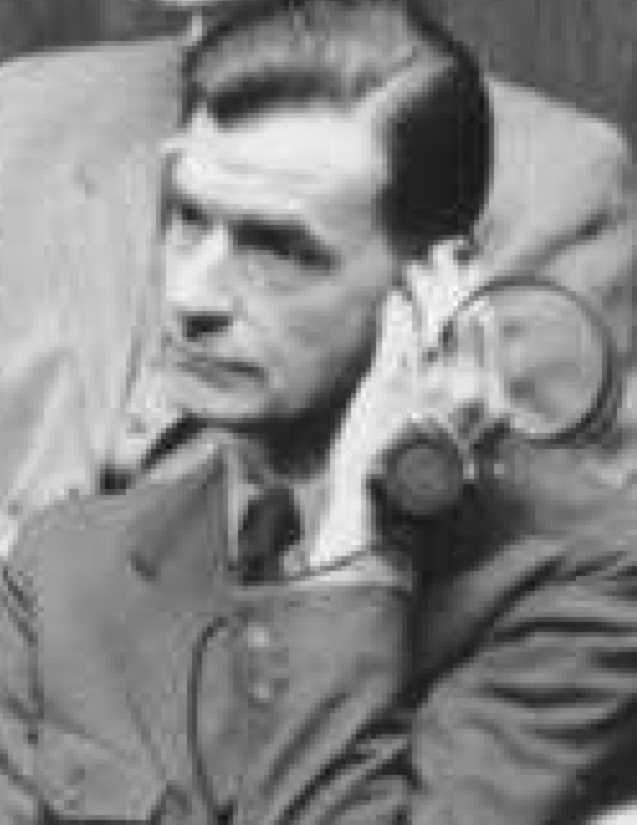
Ernst Wilhelm Bohle under Ministerierättegången.

Ernst Wilhelm Bohle, född 28 juli 1903 i Bradford, död 9 november 1960 i Nürnberg, var en tysk nazistisk politiker och SS-Obergruppenführer. Han var 1933–1945 chef för NSDAP:s utlandsorganisation, NSDAP/AO.

## Biografi
Bohle föddes i Bradford i England och gick i engelsk skola, varefter han fortsatte sin utbildning i Kapstaden. Först vid 17 års ålder, efter första världskrigets slut, kom han till Tyskland. Han studerade där handel och reklam, slog sig på affärer med utlandet samt upprättade en firma för export och import. Sedan han hade fått beröring med den nationalsocialistiska rörelsen, väcktes hans intresse för politik. På grund av sina språkkunskaper och erfarenheter från utlandet blev han 1931 på rekommendation av Rudolf Hess knuten till “Utrikesministeriets utlandsorganisation”. Denna utövade kontroll över tyska medborgare i främmande länder. Under Bohles ledning utsträcktes verksamheten över hela jorden. Få tyskar utanför rikets gränser kunde undgå dess inflytande.
Vid Tysklands sammanbrott 1945 greps Bohle av de allierade. Han ställdes inför rätta vid Ministerierättegången och dömdes i april 1949 till fem års fängelse. Bohle benådades redan i december samma år av John J. McCloy, USA:s High Commissioner för Tyskland. Därefter verkade han som köpman i Hamburg.